# 대관령초등학교
대관령초등학교는 대한민국 강원특별자치도 평창군 대관령면 차항리에 있는 공립 초등학교이다.

## 학교 연혁
- 1932년 10월 2일 도암공립보통학교(4년제) 개교설립인가 9월 20일
- 1938년 4월 1일 도암공립심상소학교로 개칭
- 1940년 4월 1일 6년제로 개편
- 1941년 4월 1일 도암공립국민학교로 개칭
- 1949년 9월 1일 6학급 편성
- 1950년 2월 20일 스키부 창단
- 1963년 4월 1일 대관령분실 설치
- 1965년 3월 1일 13학급 편성
- 1967년 3월 1일 횡계분교장 설치
- 1996년 3월 1일 도암초등학교로 명칭 변경
- 1999년 3월 1일 신축 공사 준공
- 2001년 3월 1일 3학급 편성
- 2002년 10월 2일 개교 70주년 행사
- 2004년 9월 17일 급식비 후원 기금 조성(2억원)
- 2007년 3월 1일 6학급 편성
- 2007년 7월 12일 황병산 사냥민속전수학교 결연
- 2008년 2월 14일 총동창회에서 통학 차량 기증
- 2008년 9월 10일 급식실 및 다목적실 준공
- 2011년 10월 28일 교실(2), 보건실 및 행정실(1), 화장실(2) 증축 및 연결통로 완공
- 2012년 5월 16일 개교 80주년 기념 야외학습장 설치
- 2012년 9월 17일 개인연립 사택 보수
- 2013년 11월 6일 야외학습장 및 힐링 산책로 조성
- 2015년 8월 1일 학교통학 임차차량 운행
- 2015년 12월 16일 대한시설물관리공사 강원지사 도서 기증(970권, 800만원 상당)
- 2016년 2월 20일 교실 리모델링(3실)
- 2016년 3월 1일 대관령초등학교로 교명 변경
- 2022년 9월 1일 제32대 교장 김윤숙 부임
- 2024년 4월 1일 디지털기반 교육 혁신 선도학교 운영
- 2024년 5월 1일 AI 정보교육 중심학교 운영
- 2024년 9월 1일 학교 내 무한상상실 구축
- 2025년 1월 9일 제90회 졸업식(졸업생 12명, 총 2,204명)
- 2025년 2월 21일 급식소 증축 및 2층 연결통로 준공
- 2025년 5월 21일 체육관 준공

## 참고 자료
- 대관령초등학교 - 한국교육학술정보원 학교알리미